# Erie BayHawks 2008-2009
La stagione 2008-09 degli Erie BayHawks fu la 1ª nella NBA D-League per la franchigia.
Gli Erie BayHawks arrivarono terzi nella Central Division con un record di 27-23. Nei play-off persero il primo turno con i Colorado 14ers (0-1).

## Roster
| N° | Naz.                   | Ruolo | Sportivo          | Anno | Alt. | Peso |
| -- | ---------------------- | ----- | ----------------- | ---- | ---- | ---- |
| 00 | Stati Uniti (bandiera) | AG    | Darnell Jackson   | 1985 | 211  | 113  |
| 10 | Stati Uniti (bandiera) | P     | Oliver Lafayette  | 1984 | 188  | 86   |
| 12 | Stati Uniti (bandiera) | P     | Cliff Clinkscales | 1984 | 185  | 74   |
| 13 | Stati Uniti (bandiera) | P     | Tony Bethel       | 1982 | 188  | 83   |
| 14 | Stati Uniti (bandiera) | AP    | Jackie Manuel     | 1983 | 198  | 85   |
| 15 | Stati Uniti (bandiera) | G     | Mike Cook         | 1984 | 196  | 91   |
| 15 | Stati Uniti (bandiera) | G     | Quincy Douby      | 1984 | 191  | 79   |
| 19 | Stati Uniti (bandiera) | AP    | TeJay Anderson    | 1981 | 196  | 98   |
| 21 | Stati Uniti (bandiera) | A     | Jarvis Gunter     | 1985 | 208  | 99   |
| 22 | Stati Uniti (bandiera) | AP    | Taj McCullough    | 1986 | 201  | 99   |
| 23 | Stati Uniti (bandiera) | G     | Geary Claxton     | 1986 | 196  | 99   |
| 32 | Stati Uniti (bandiera) | AG    | Erik Daniels      | 1982 | 204  | 102  |
| 33 | Stati Uniti (bandiera) | P     | Maureece Rice     | 1984 | 185  | 102  |
| 34 | Stati Uniti (bandiera) | AG    | Ivan Harris       | 1984 | 201  | 98   |
| 50 | Stati Uniti (bandiera) | AC    | Darian Townes     | 1984 | 208  | 113  |

## Staff tecnico
- Allenatore: John Treloar
- Vice-allenatore: Ben McDonald
- Preparatore atletico: Keith Grubbs